# Джуревска, Нада
Нада Джуревска (серб. Нада Ђуревска; 8 января 1952 — 13 сентября 2017) — боснийская актриса македонского происхождения.

## Биография
Хотя и родилась в Республике Македонии в 1959 году, но жила в Сараево, где окончила начальное и среднее образования. В 1979 году закончила актёрское мастерство на Факультете исполнительских искусств Философского факультета. С 1974 до 1979 года работала в театре «Kamerni teatar 55», а с 1979 года член Национального театра.
Умерла в Сараево 13 сентябре 2017 года после тяжелой болезни.